# Мухаммад аль-Амін аль-Канемі
Мухаммад аль-Амін аль-Канемі (*араб. محمد الأمين بن محمد الكانمي‎; 1776 — 8 червня 1837) — фактичний правитель імперії Борну в 1814—1837 року. Засновник Династії Шеху (знана також як Канемі). Відомий також як Мухаммад аль-Амін I.

## Життєпис
Його батько був з племені канембу, а мати арабкою. Народився 1776 року в оазі Марзук (Феццан), що був околицею імперії Борну. Отримав ім'я Мухаммад. Здобув загальні знання, вивчив арабську мову. Відвідав Єгипет і Хіджаз, здійснив хадж до Мекки, отримавши нісба аль-Хаджидж.
До 1800 року вже мешкав в області Канем біля озера Чад, де здобув велику популярність серед місцевих мешканців серед свою проповідницьку діяльність. З цього часу додав прізвище аль-Амін та прізвисько аль-Канемі.
1808 року війська фульбе за наказом Усмана дан Фодіо виступили проти маї (володаря) Ахмада I, який зазнав поразки й втік до Канему. Невдовзі він зрікся трону на користь сина Дунами IX. Для допомоги останньому Мухаммад аль-Амін зібрав велике військо, з яким завдав поразки загарбникам, звільнив столицю Борну — Нгазаргаму, відновивши на троні Дунаму IX. 1810 року того було вигнано знову зі столиці Малам Закімом, еміром Кататуму. Але невдовзі Мухаммад завдав останньому тяжкої поразки, відвоювавши захоплені землі. Цим здобув велику популярність серед населення. Невдовзі прийняв титул шеху (шейх).
У 1811 році маї було повалено частиною знаті, невдоволеною посиленням впливу Мухаммада аль-Аміні. 1813 року останній допоміг Дунамі IX проти маї Мухаммада VIII, якого було подолано 1814 року. З цього моменту уся влада в Борну зосередилася в руках Мухаммада аль-Аміна аль-Канемі, маї Дунама IX став номінальним володарем.
1815 року переносить столицю Борну до своєї резиденції Кука (західне узбережжя озера Чад). Основну загрозу спочатку вбачав в халіфаті Сокото, який створили фульбе. Доклав зусиль для звільнення володінь Борну від військ останніх. Водночас вступив в дискусію з султанами Сокото Усманом дан Фодіо, а потім його сином Мухаммадом Белло щодо їх прав здійснювати джихад на землях Борну.
1817 року проти нього повстав Дунама IX, що звернувся до допомогу до Усмана Буркоманди III, султана Багірмі. За різними відомостями 1818 (1819 або 1820) року в битві біля міста Нгала Мухаммад аль-Амін завдав супротивникам рішучої поразки, де загинув маї. Новим володарем Борну аль-Амінн поставив Ібрагіма IV.
1821 року уклав союз з Юсуфом аль-Мукані, каймакамом Феццану (фактично незалежним від Османської імперії), спрямований проти Багірмі. Разом з Юсуфом здійснив вторгнення до Багірмі, але без особливого успіху. 1823 року прийняв в своїй резиденції британських дослідників Г'ю Клапертона і Діксона Денема. 1824 року завдав нової поразки військам Багірмі, внаслідок чого Усман Буркоманда III вимушений був визнати зверхність Борну.
В 1826 році було відбито напад Мухаммада Белло, султана Сокоти, на Борну. Після цього остаточно звільнив землі власне Борну від фульбе. Наступного року захопив Даматуру з навколишньою областю Дейя, чим розпочав відновлення влади на колишніми південно-західними землями Борну. Після цього завдав поразки державі Котоко, захопивши області Куссері, Нгулфай та Логоне. Разом з тим встановив зверхність над еміратом Катагум. Втім спроба захопити хауське місто Кано (частину халіфату Сокото) виявилася невдалою. В наступні роки Сокото перейшов у наступ проти шеху аль-Аміна, який зазнав декількох поразок, відмовившись від зверхності над Катагумом.
1831 року уклав союз з впливовим берберським кланом Авлад Сулейман (Сліман), допомігши тому повалити Юсуфа аль-Муканні та захопити Феццан. З цього часу ця область повернулася до Борну. Помер Мухаммад аль-Амін аль-Канемі 1837 року. Його владу успадкував син Умар I.